# Vers-sur-Selle
Vers-sur-Selles redirige ici.
Vers-sur-Selle est une commune française située dans le département de la Somme, en région Hauts-de-France.

## Géographie

### Localisation
Vers-sur-Selle est un village picard de l'Amiénois.
À vol d'oiseau, la commune est située à 7 km au sud-ouest d'Amiens, 10 km au sud-est d'Ailly-sur-Somme et à 46 km au nord-est de Beauvais.
Le territoire de la commune est limitrophe de ceux de sept communes.
Les communes limitrophes sont  Bacouel-sur-Selle, Clairy-Saulchoix, Creuse, Dury, Hébécourt, Plachy-Buyon et Saleux.

### Géologie et relief
La superficie de la commune est de 11,18 km2 ; son altitude varie de 33  à   107 mètres.

### Hydrographie

#### Réseau hydrographique
La commune est située dans le bassin Artois-Picardie. Elle est drainée par la Selle ou Somme.
La Selle, d'une longueur de 39 km, prend sa source dans la commune de Catheux et se jette  dans la Somme canalisée à Amiens, après avoir traversé 16 communes. Les caractéristiques hydrologiques de la Selle sont données par la station hydrologique située sur la commune. Le débit moyen mensuel est de 3,96 m3/s. Le débit moyen journalier maximum est de 10,5 m3/s, atteint lors de la crue du 7 avril 2001. Le débit instantané maximal est quant à lui de 10,7 m3/s, atteint le même jour.

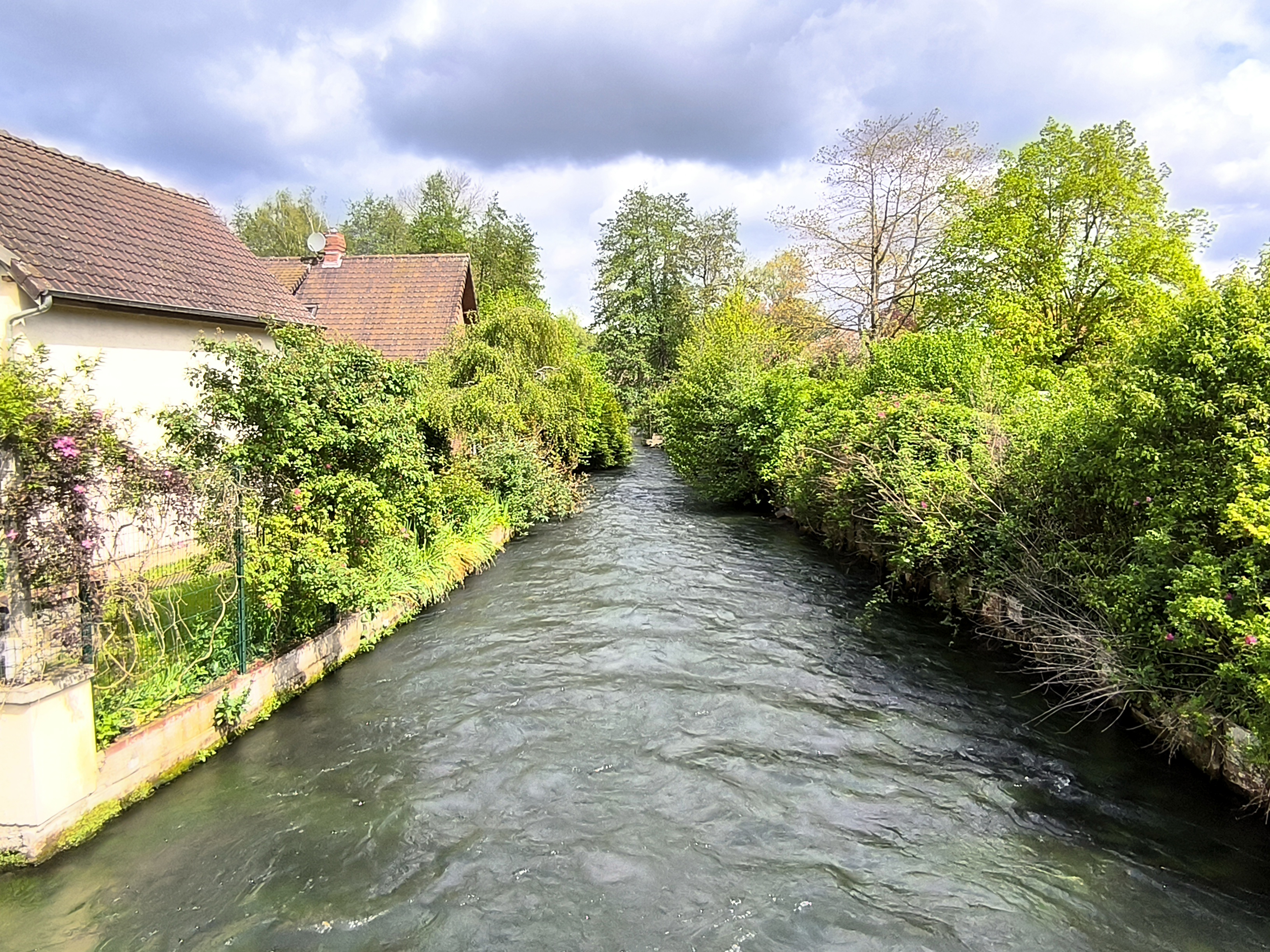
La Selle au pont de la rue E. Bourgeois.
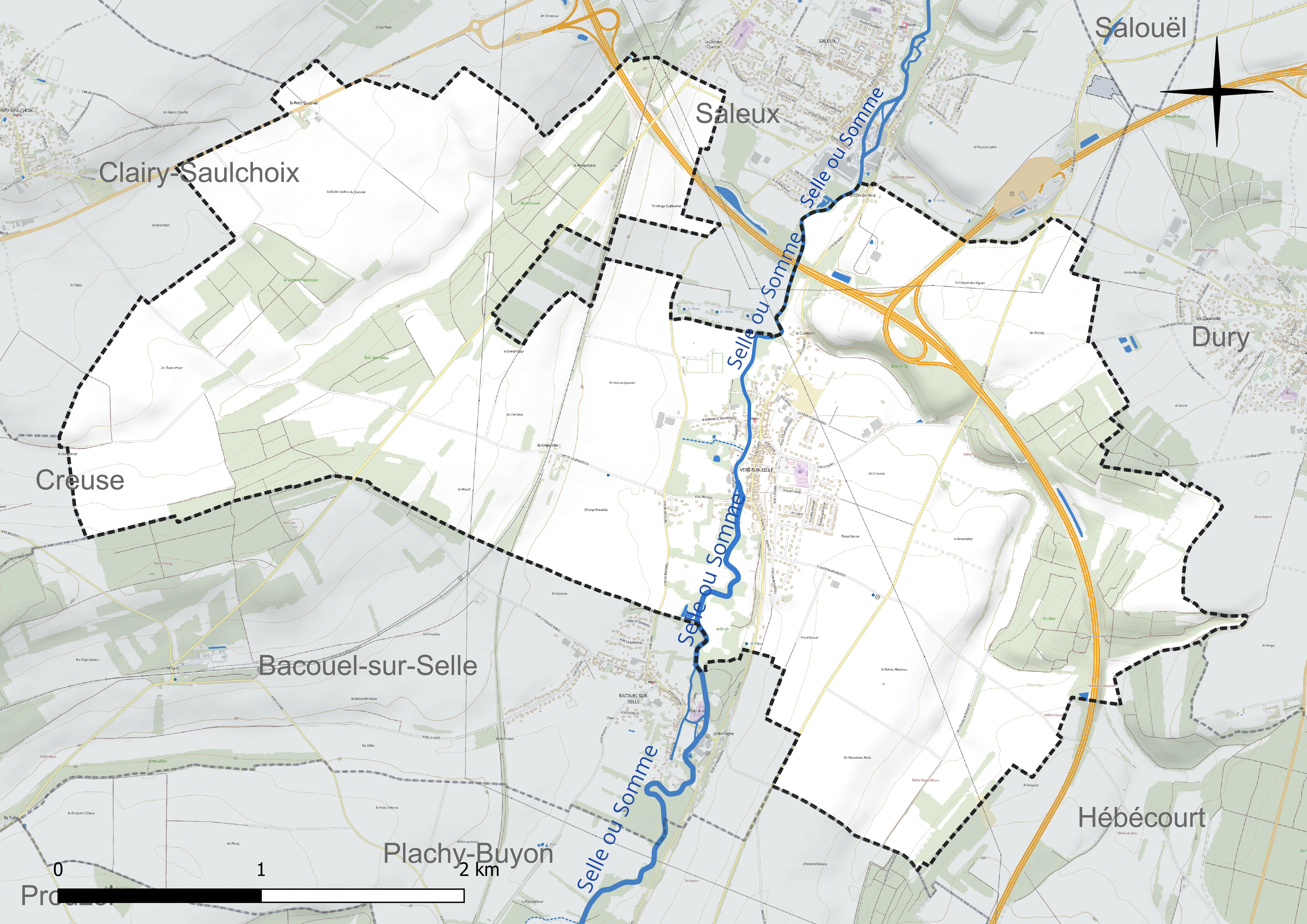
Réseau hydrographique de Vers-sur-Selle.

#### Gestion et qualité des eaux
Le territoire communal est couvert par le schéma d'aménagement et de gestion des eaux (SAGE) « Somme aval et Cours d'eau côtiers ». Ce document de planification concerne un territoire de 1 835 km2 de superficie, délimité par le bassin versant de la Somme canalisée. Le périmètre a été arrêté le 29 avril 2010 et le SAGE proprement dit a été approuvé le 6 août 2019. La structure porteuse de l'élaboration et de la mise en œuvre est le syndicat mixte d'aménagement hydraulique du bassin versant de la Somme (AMEVA).
La qualité des cours d'eau peut être consultée sur un site dédié géré par les agences de l'eau et l'Agence française pour la biodiversité.

### Climat
Pour des articles plus généraux, voir Climat des Hauts-de-France et Climat de la Somme.
En 2010, le climat de la commune est de type climat océanique dégradé des plaines du Centre et du Nord, selon une étude du CNRS s'appuyant sur une série de données couvrant la période 1971-2000. En 2020, Météo-France publie une typologie des climats de la France métropolitaine dans laquelle la commune est exposée à un climat océanique et est dans la région climatique Nord-est du bassin Parisien, caractérisée par un ensoleillement médiocre, une pluviométrie moyenne régulièrement répartie au cours de l'année et un hiver froid (3 °C).
Pour la période 1971-2000, la température annuelle moyenne est de 10,4 °C, avec une amplitude thermique annuelle de 14,1 °C. Le cumul annuel moyen de précipitations est de 665 mm, avec 11,4 jours de précipitations en janvier et 8,2 jours en juillet. Pour la période 1991-2020, la température moyenne annuelle observée sur la station météorologique la plus proche, située sur la commune de Glisy à 13 km à vol d'oiseau, est de 11,1 °C et le cumul annuel moyen de précipitations est de 646,6 mm,. Pour l'avenir, les paramètres climatiques de la commune estimés pour 2050 selon différents scénarios d'émission de gaz à effet de serre sont consultables sur un site dédié publié par Météo-France en novembre 2022.

## Urbanisme

### Typologie
Au 1er janvier 2024, Vers-sur-Selle est catégorisée bourg rural, selon la nouvelle grille communale de densité à sept niveaux définie par l'Insee en 2022.
Elle est située hors unité urbaine. Par ailleurs la commune fait partie de l'aire d'attraction d'Amiens, dont elle est une commune de la couronne,. Cette aire, qui regroupe 369 communes, est catégorisée dans les aires de 200 000 à moins de 700 000 habitants,.

### Occupation des sols

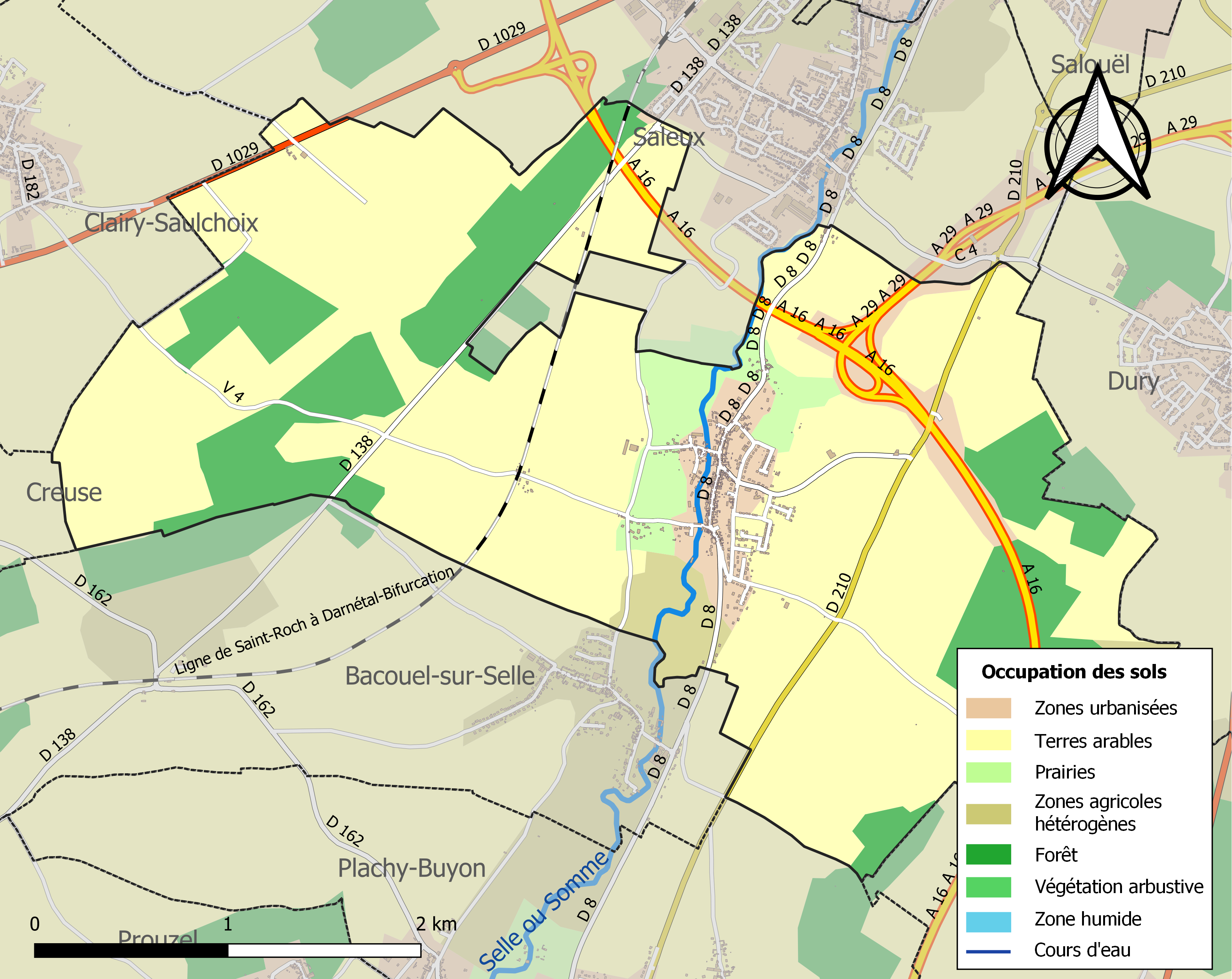
Carte des infrastructures et de l'occupation des sols de la commune en 2018 (CLC).

L'occupation des sols de la commune, telle qu'elle ressort de la base de données européenne d'occupation biophysique des sols Corine Land Cover (CLC), est marquée par l'importance des territoires agricoles (75,3 % en 2018), une proportion sensiblement équivalente à celle de 1990 (75 %). La répartition détaillée en 2018 est la suivante :
terres arables (69 %), forêts (17,9 %), prairies (3,8 %), zones urbanisées (3,6 %), zones industrielles ou commerciales et réseaux de communication (3,2 %), zones agricoles hétérogènes (2,5 %). L'évolution de l'occupation des sols de la commune et de ses infrastructures peut être observée sur les différentes représentations cartographiques du territoire : la carte de Cassini (XVIIIe siècle), la carte d'état-major (1820-1866) et les cartes ou photos aériennes de l'IGN pour la période actuelle (1950 à aujourd'hui).

### Habitat et logement
En 2021, le nombre total de logements dans la commune était de 359, alors qu'il était de 318 en 2016 et de 308 en 2011.
Parmi ces logements, 95,6 % étaient des résidences principales, 2,1 % des résidences secondaires et 2,3 % des logements vacants. Ces logements étaient pour 96,2 % d'entre eux des maisons individuelles et pour 3 % des appartements.
Le tableau ci-dessous présente la typologie des logements à Vers-sur-Selle en 2021 en comparaison avec celle de la Somme et de la France entière. Une caractéristique marquante du parc de logements est ainsi la faible proportion des résidences secondaires et logements occasionnels (2,1 %) par rapport au département (8,4 %) et à la France entière (9,7 %).
| Typologie                                               | Vers-sur-Selle | Somme | France entière |
| ------------------------------------------------------- | -------------- | ----- | -------------- |
| Résidences principales (en %)                           | 95,6           | 83,1  | 82,2           |
| Résidences secondaires et logements occasionnels (en %) | 2,1            | 8,4   | 9,7            |
| Logements vacants (en %)                                | 2,3            | 8,5   | 8,1            |

### Planification de l'aménagement
La commune a élaboré un PLU (plan local d'urbanisme) approuvé en séance du conseil municipal le 27 février 2012.

### Voies de communication et transports

#### Infrastructures de transport
Vers-sur-Selle accueille l'un des échangeurs entre l'autoroute A16 et la Rocade d'Amiens et est aisément accessible depuis la sortie 18 de l'autoroute.
Son territoire est tangenté au nord-ouest par l'ancienne route nationale 29 (actuelle RD 1029) et le bourg est desservi par les routes départementales RD 138, RD 8 et RD 210, qui convergent vers Amiens.
La commune est traversée par la ligne de Saint-Roch à Darnétal-Bifurcation qui relie Amiens à Rouen, mais la gare de Vers a fermé dans les années 1980.
En 2025, Vers-sur-Selle est desservie par les lignes 9 et T36 du réseau urbain Ametis (qui relient la commune à Amiens notamment), ainsi que la ligne no 729 du réseau interurbain Trans'80 (liaison Crèvecœur-le-Grand – Amiens).

## Toponymie
Le nom de la localité est attesté sous les formes Ver (1146) ; Vers (1275) ; Verd (1557).

La commune est instituée par la Révolution française en 1793 sous le nom de Vers Hebecourt et, en 1801, de Vers et Hebecourt. En 1878, lorsque Hébécourt en est détachée, elle prend le nom de Vers-sur-Selles. Afin de rectifier l'erreur toponymique commise, elle perd son « S » le  1er janvier 2016, elle est depuis dénommée Vers-sur-Selle[réf. nécessaire].
Le nom du village viendrait du latin vadum (« gué »), du vieux français ve, vez, wez, d'un passage à gué sur la Selle, son nom corrompu par le temps aurait fini par donner Vers,.
La Selle est une rivière de l'ancienne région Picardie, dans les départements de l'Oise et de la Somme.

## Histoire

### Préhistoire
Des instruments en silex taillés d'une seule face (lames de couteaux) et des restes de défenses de mammouth ont été trouvés dans les gravières.
Des sépultures de l'époque néolithique sont découvertes, la dernière au cours de l'aménagement du lotissement Gaston Bourgeois en 1975.
L'origine du village est légendaire. On prétend que des druides l'ont fréquenté et y ont fait des sacrifices humains.

### Moyen Âge
Des sépultures mérovingiennes ont été mises au jour dans la vallée, lors de la construction de l'autoroute A16.
La seigneurie est établie par le chapitre d´Amiens, vers 1130
Les seigneurs n'ont pas épargné les habitants de Vers-sur-Selle : sur le territoire plusieurs prisons étaient dressées. Il en reste un endroit désigné sous le nom de « Vieille Justice du Quesnel ». En 1358, Vers est ravagée par les Navarrais. En 1376, trois habitants brûlent la grange des Dîmes, ils seront pendus devant l'église. En 1426, une invasion anglaise brûle l'église et le village. En 1472, Charles le Téméraire met tout à feu et à sang à Vers.

### Temps modernes
En 1617, la maladrerie de Vers est supprimée.
En 1730, Nicolas Deleau, débitant de boissons est condamné à 75 sols d'amende pour avoir donné à boire pendant les offices de fêtes et dimanches.

### Époque contemporaine

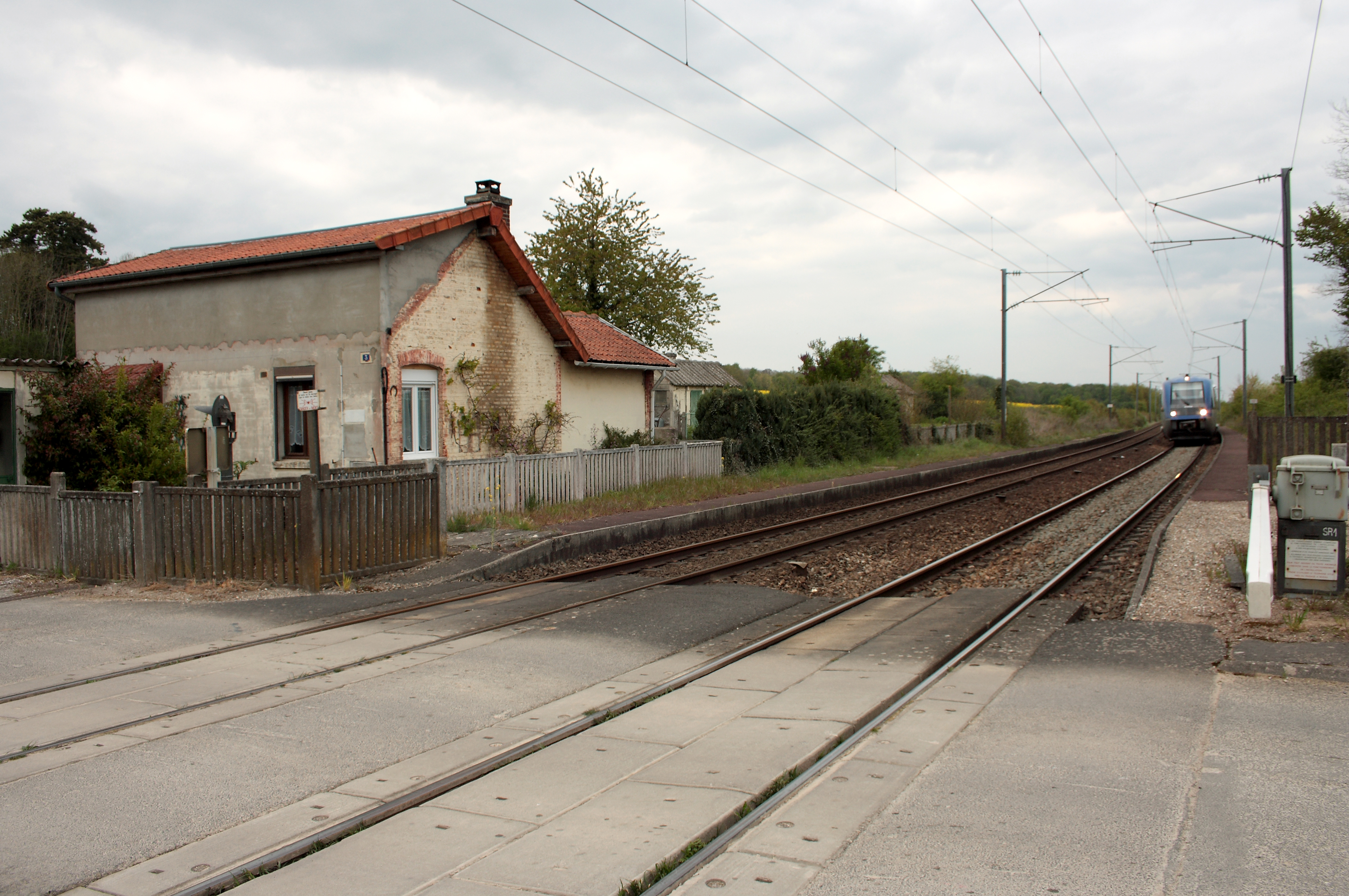
L'ancienne halte de Vers, en 2017

En 1878, la commune d'Hébécourt est créée par détachement d'une partie du territoire de Vers-sur-Selle.
En 1890 est mise en service par la Compagnie des chemins de fer du Nord une halte sur la ligne ligne d'Amiens à Rouen ouverte en 1867, la gare de Vers, près du raccordement avec la ligne de Saint-Omer-en-Chaussée à Vers  qui donnait accès à Beauvais depuis 1874 et qui a cessé le trafic voyageurs en 1939. La gare a, elle, fermé dans les années 1980.

## Politique et administration

### Rattachements administratifs et électoraux

#### Rattachements administratifs
La commune se trouve dans l'arrondissement d'Amiens du département de la Somme.
Elle faisait partie depuis 1801 du canton de Boves. Dans le cadre du redécoupage cantonal de 2014 en France, cette circonscription administrative territoriale a disparu, et le canton n'est plus qu'une circonscription électorale.

#### Rattachements électoraux
Pour les élections départementales, la commune fait partie depuis 2014 du canton d'Amiens-7
Pour l'élection des députés, elle fait partie de la deuxième circonscription de la Somme.

### Intercommunalité
Vers-sur-Selle est membre fondateur de la communauté d'agglomération dénommée Amiens Métropole, un établissement public de coopération intercommunale (EPCI) à fiscalité propre créé en 2000 et auquel la commune avait transféré un certain nombre de ses compétences, dans les conditions déterminées par le code général des collectivités territoriales.

### Liste des maires
| Période                                  | Période                        | Identité          | Étiquette | Qualité |
| ---------------------------------------- | ------------------------------ | ----------------- | --------- | --- |
| Les données manquantes sont à compléter. |                                |                   |           | |
| mars 2001                                | 2014                           | Thierry Demoury   |           | |
| 2014                                     | octobre 2022,                  | Édouard Dussart   |           | Fonctionnaire retraité de la DDE Vice-président du syndicat de voirie du sud-amiénois[Quand ?] Mort en fonctions |
| décembre 2022,                           | En cours (au 30 novembre 2023) | Jean-Luc Jeuniaux |           | Ouvrier retraité                                                                                                 |

## Équipements et services publics

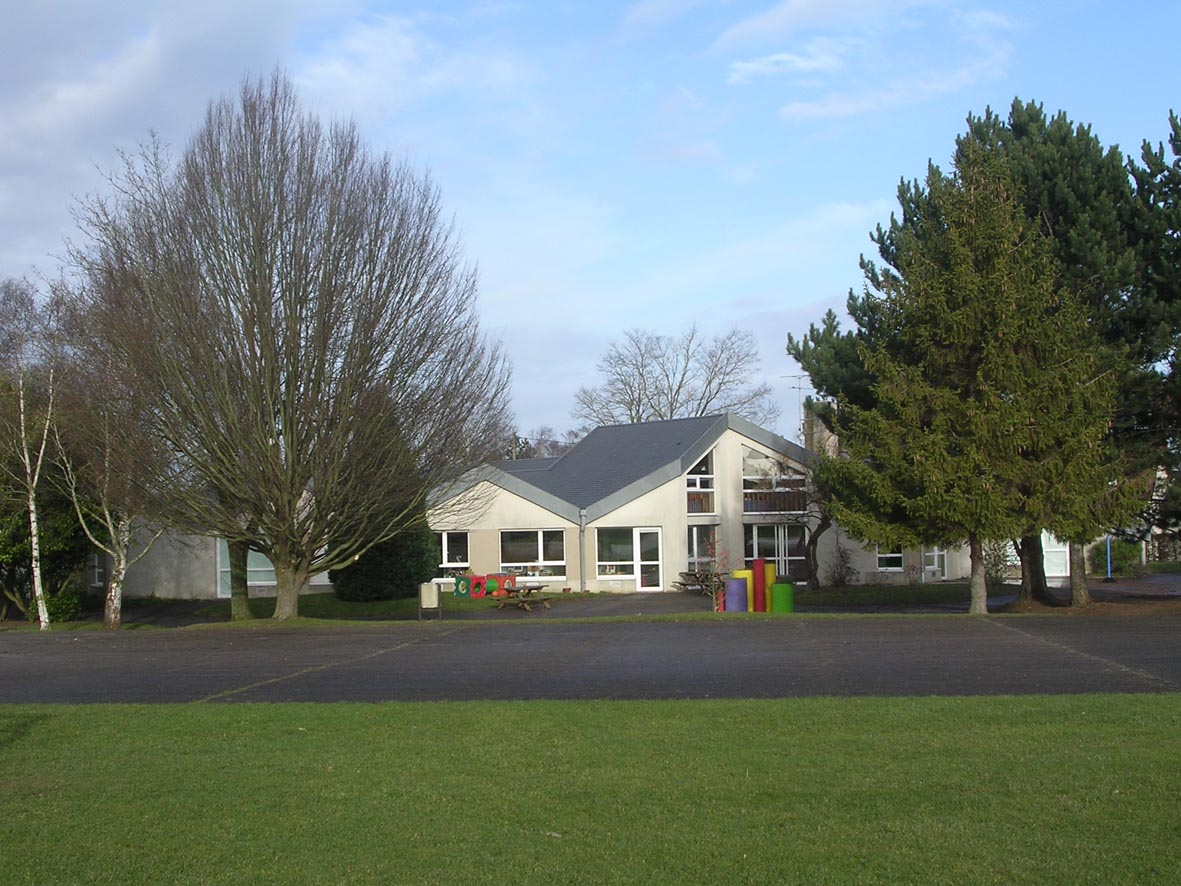
L'école des Jeunes-Pousses.

### Enseignement
L'école des Jeunes-Pousses accueille les enfants du village au sein du regroupement pédagogique intercommunal fondé en 1988, comprenant également l'école de Bacouel-sur-Selle.
Pendant l'année scolaire 2019-2020, près de 120 élèves sont inscrits pour quatre classes.
En juillet 2024, 128 élèves sont scolarisés au sein du regroupement.
En 2025, l'école locale disposera de sa cantine.

## Population et société

### Démographie
L'évolution du nombre d'habitants est connue à travers les recensements de la population effectués dans la commune depuis 1793. Pour les communes de moins de 10 000 habitants, une enquête de recensement portant sur toute la population est réalisée tous les cinq ans, les populations de référence des années intermédiaires étant quant à elles estimées par interpolation ou extrapolation. Pour la commune, le premier recensement exhaustif entrant dans le cadre du nouveau dispositif a été réalisé en 2006.

En 2022, la commune comptait 862 habitants, en évolution de +18,41 % par rapport à 2016 (Somme : −1,26 %, France hors Mayotte : +2,11 %).
| 1793 | 1800 | 1806 | 1821 | 1831 | 1836 | 1841 | 1846 | 1851 |
| ---- | ---- | ---- | ---- | ---- | ---- | ---- | ---- | ---- |
| 635  | 659  | 681  | 704  | 744  | 778  | 828  | 832  | 770  |

| 1856 | 1861 | 1866 | 1872 | 1876 | 1881 | 1886 | 1891 | 1896 |
| ---- | ---- | ---- | ---- | ---- | ---- | ---- | ---- | ---- |
| 744  | 698  | 732  | 683  | 671  | 458  | 469  | 472  | 496  |

| 1901 | 1906 | 1911 | 1921 | 1926 | 1931 | 1936 | 1946 | 1954 |
| ---- | ---- | ---- | ---- | ---- | ---- | ---- | ---- | ---- |
| 523  | 581  | 582  | 587  | 534  | 529  | 516  | 528  | 514  |

| 1962 | 1968 | 1975 | 1982 | 1990 | 1999 | 2006 | 2011 | 2016 |
| ---- | ---- | ---- | ---- | ---- | ---- | ---- | ---- | ---- |
| 468  | 481  | 638  | 733  | 736  | 768  | 692  | 744  | 728  |

| 2021 | 2022 | - | - | - | - | - | - | - |
| ---- | ---- | - | - | - | - | - | - | - |
| 819  | 862  | - | - | - | - | - | - | - |

La chute démographique constatée entre 1876 et 1881 correspond au détachement de Hébécourt, institué commune en 1878.

## Culture locale et patrimoine

### Lieux et monuments
- L'église Saint-Rémy-et-Saint-Hildevert est élevée à l´initiative d'Enguerrand de Boves, évêque d´Amiens vers 1121, mais, détruite par un ouragan, elle est relevée en 1238 et consacrée par l'évêque Arnoul de la Pierre. À nouveau endommagée lors des attaques de 1426 (par les Anglais) et de 1472 (par Charles le Téméraire), elle est restaurée et consacrée en 1473. L´église fait l´objet de réparations importantes en 1605 (toiture), en 1668 (aménagement intérieur), en 1718 (suppression des verrières du chœur) puis en 1860, lors desquels quatre baies sont ouvertes dans le chœur accompagnant la réouverture de la baie axiale[36].

- L'ancienne mairie-école est une ancienne école rurale construite en 1874 sur les plans de l'architecte Viénot et présentait à l'origine une disposition à classe unique séparée par une cloison, la mairie étant alors située à l'étage. L'édifice succède à  une première école construite en 1831 et devenue trop petite[37].

- L'ancienne maison de meunier, puis cabaret, 85 rue de Conty. Initialement constituées par deux propriétés distinctes, elles sont réunies par le meunier Auguste Clabaut, devenu grainetier puis cabaretier, puis par M. Ducroquet vers 1905. La maison sur rue est agrandie en 1859. À la suite d'une démolition partielle est édifiée une construction nouvelle en 1879. Un magasin est démoli en 1887. Le fond de la parcelle est limité par la Selle. L'édifice est en brique et pans de bois, éventuellement avec du torchis, la toiture en ardoise[38].

- Ancien moulin puis usine de taillanderie Debary, Monnoyer-Debary, Monnoyer, rue du Moulin, sur la Selle, modifié ou agrandi en 1853, 1882 ; 1883 ; 1890, représenté au XVIIIe siècle sur la carte de Cassini[39].
- Croix de chemin, de 1873, rue de l'Église[40], de la fin du XIXe siècle, rue du Moulin[41]
- La coulée verte, chemin de promenade qui relie Vers à Crèvecœur-le-Grand sur l'emplacement de l'ancienne ligne de chemin de fer Beauvais - Amiens.

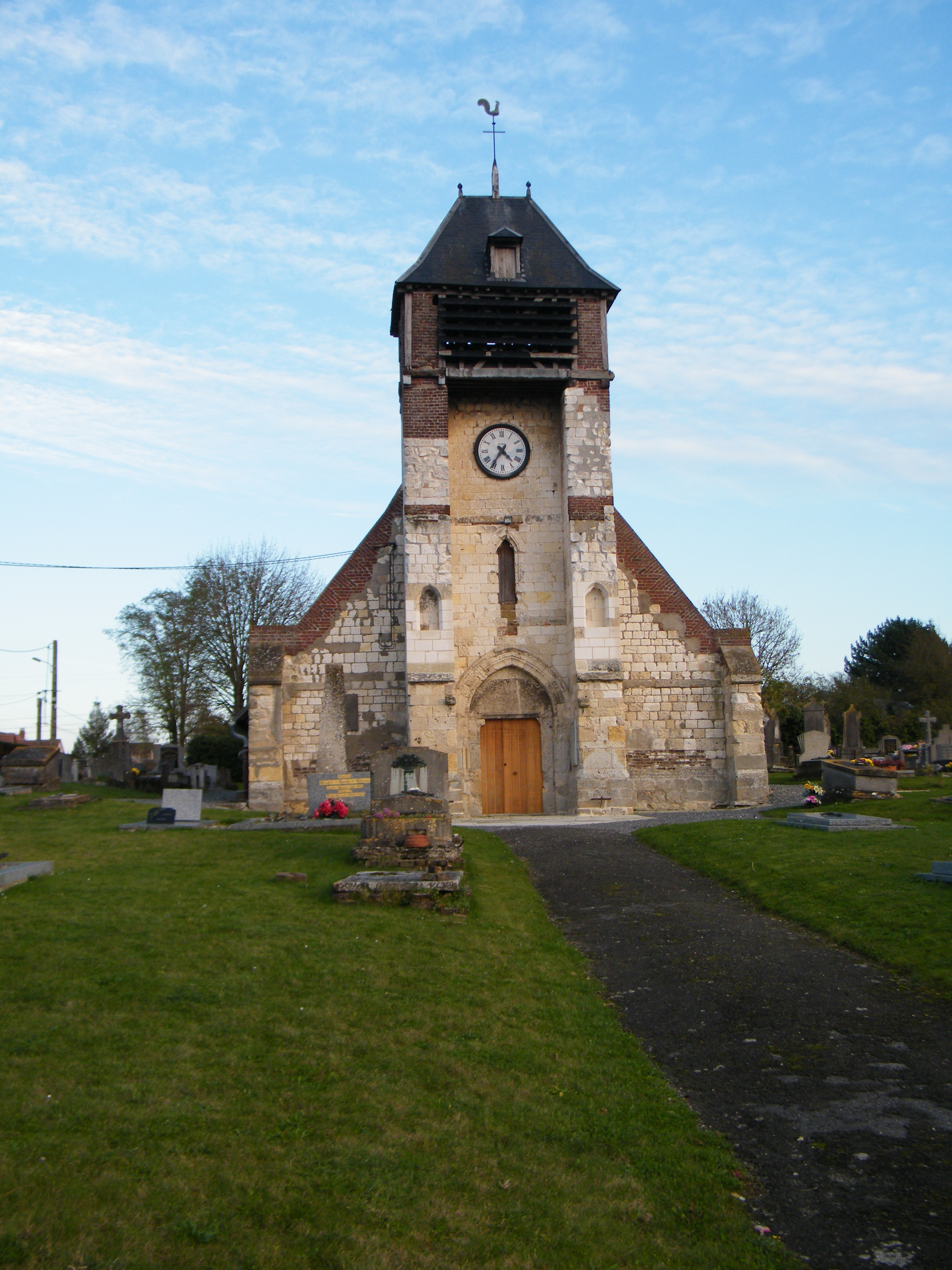
L'église...
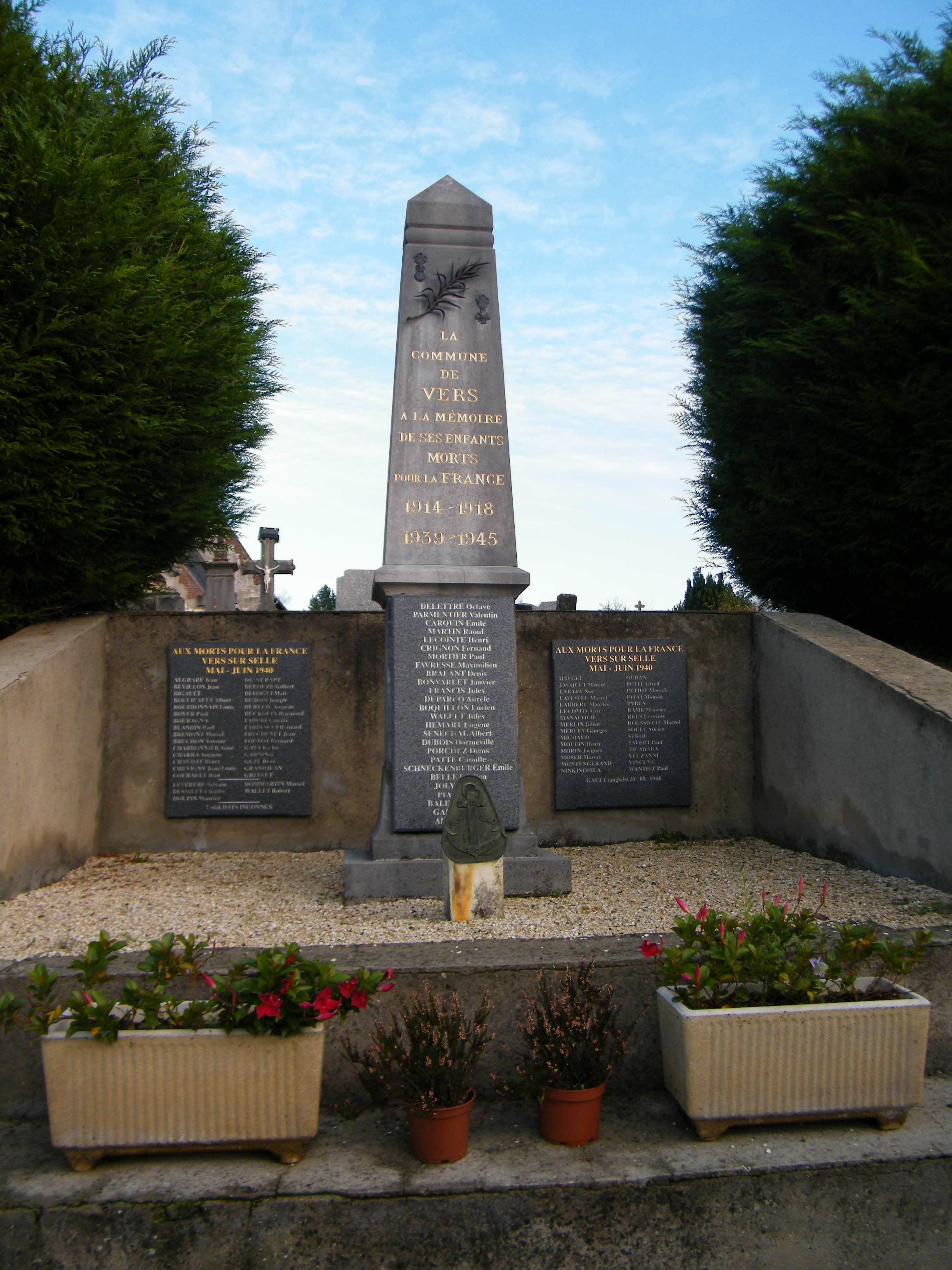
Monument aux morts.
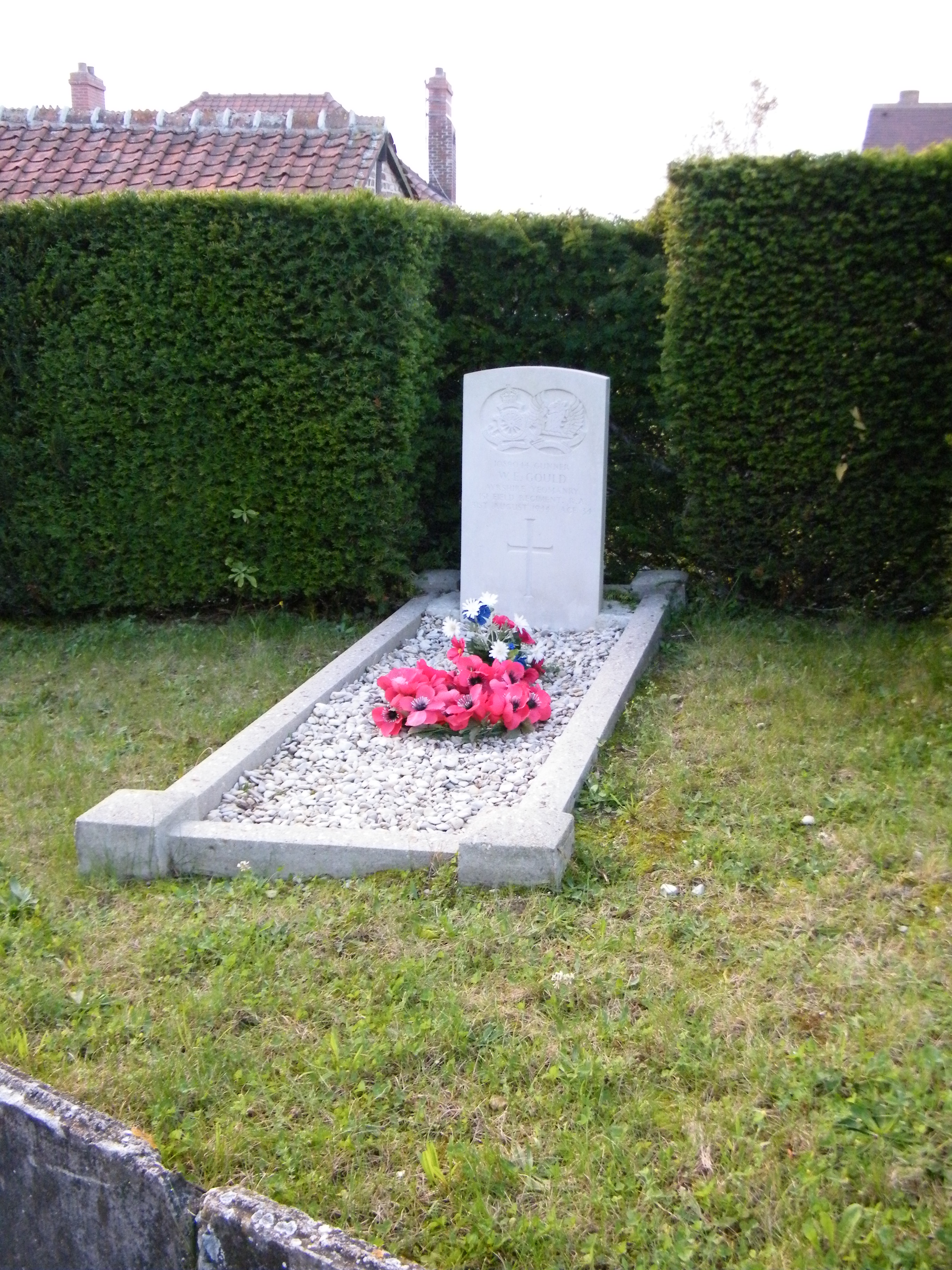
Tombe de soldat allié, dans le cimetière.
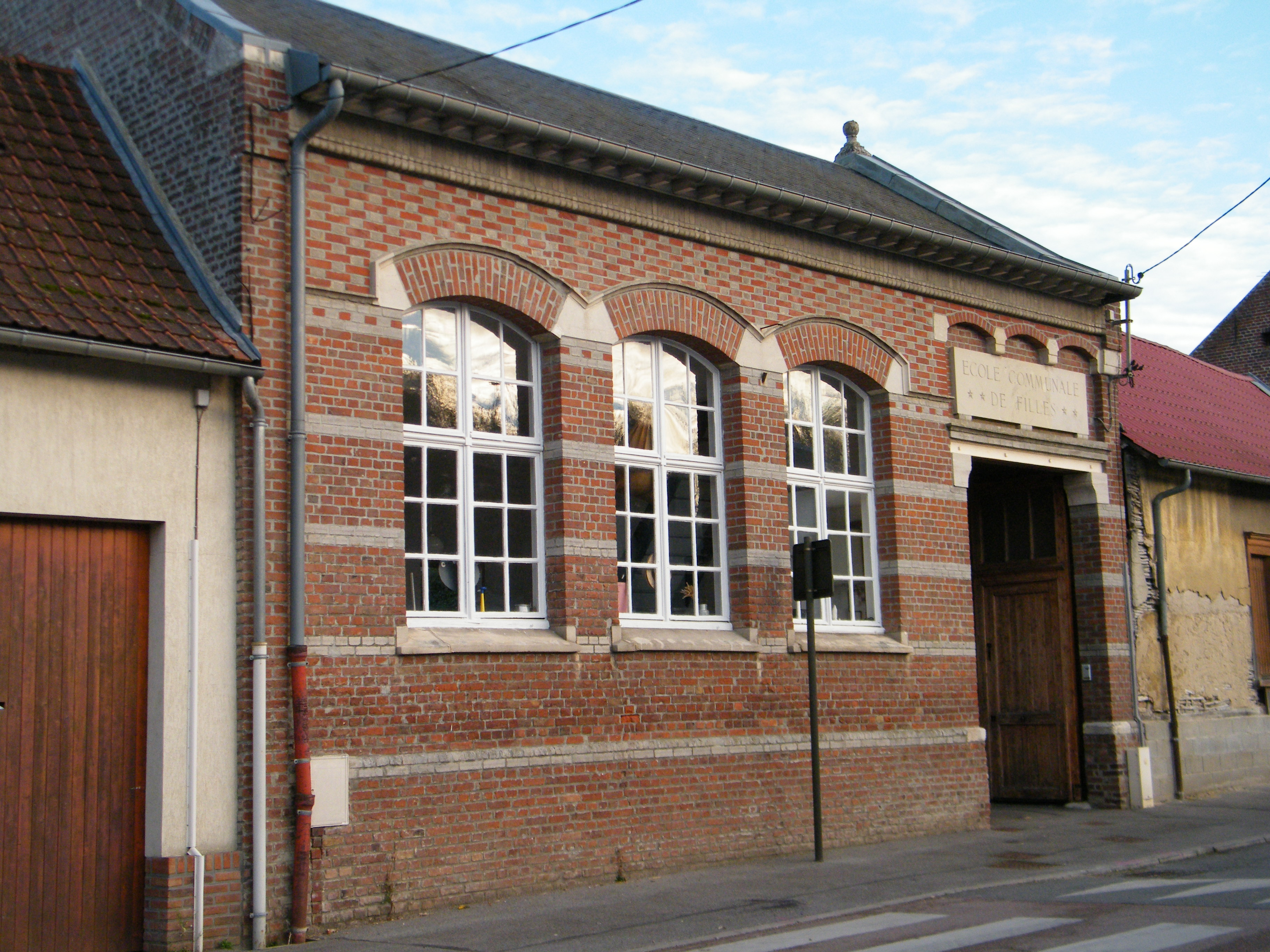
L'ancienne école en 2014.

### Personnalités liées à la commune
- Emmanuel Bourgeois (17 novembre 1826-1877), chansonnier picard, né à Vers-sur-Selle. Son buste, initialement exécuté par le sculpteur abbevillois Emmanuel Fontaine[42] a été remplacé en 2022 par un nouveau buste réalisé par Patrick Berthaud[43].
- Clovis Thorel (1833-1911, botaniste, explorateur et médecin français, est né à Vers-Hébécourt. Sa tombe au Père Lachaise est adossée à celle de Jim Morrison (The Doors)[44].

- Jean-Claude Lefebvre (1933-2014), coureur cycliste, en retraite à Vers-sur-Selle.

Le nom de certains seigneurs de Vers nous est parvenu :
- En 1282, Gaucher de Villers, dit le chevalier de Lentilly, seigneur de la Mairie de Vers, est autorisé à reconstruire le manoir féodal à l´exception de son système défensif.
- Raoul des Fossés amortit le fief en 1319 et le donne au chapitre d'Amiens, qui inféode la mairie à Gaucher de Famechon, en 1360, puis à Pierre de Porécourt en 1458.
- Le fief devient à nouveau la propriété du chapitre en 1524, puis de Josse de Saveuse à la fin du XVIe siècle
- En 1730, le fief appartient à Louis d´Aboval, écuyer

### Héraldique
| Blason de Vers-sur-Selle | Blason  | D'argent à l'arbre arraché de sinople soutenu de trois fasces ondées d'azur. |
| Blason de Vers-sur-Selle | Détails | Le statut officiel du blason reste à déterminer.                             |
| Blason de Vers-sur-Selle | Alias   | De sable à la bande d'or.                                                    |